# Carl Dickel
Carlson Richard Wellesley Dickel, detto Carl (Dunedin, 2 luglio 1946), è un allenatore di pallacanestro neozelandese.
È il padre di Mark Dickel.

## Carriera
Ha guidato la Nuova Zelanda ai Giochi olimpici di Sydney 2000.